# Serge Ivanoff
 (juin 2023).
Il peut être nécessaire de l'améliorer pour respecter le principe de neutralité de point de vue. Veuillez consulter la page de discussion pour plus de détails.

Pour les articles homonymes, voir Ivanoff.
Serge Ivanoff (en russe : Сергей Петрович Иванов, Sergueï Petrovitch Ivanov) est un peintre français d'origine russe né à Moscou le 25 décembre 1893 et mort dans le 9e arrondissement de Paris le 8 février 1983.

## Biographie
Issu d'une famille de marchands moscovites, Serge Ivanoff se destine dès son plus jeune âge à une carrière artistique. Ses parents ayant déménagé leur entreprise à Saint-Pétersbourg, il y suit des cours à la Faculté des sciences naturelles, en particulier les conférences et travaux de laboratoire du professeur Victor Schmidt sur l'anatomie humaine. C'est là qu'il noua ses premiers contacts avec l'Europe, à travers des voyages en Suisse et en Norvège. Puis vint la guerre, durant laquelle il fut mobilisé comme canonnier.
En 1917, alors que la Révolution russe fait rage, il entre à l'Académie des beaux-arts de Pétrograd et y perfectionne son art sous la direction bienveillante de Maître Braz, qu'il retrouvera des années plus tard à Paris. Il se rend ensuite dans la classe du professeur Kardovsky et termine ses études à l'Académie avec un travail de concours en 1922.

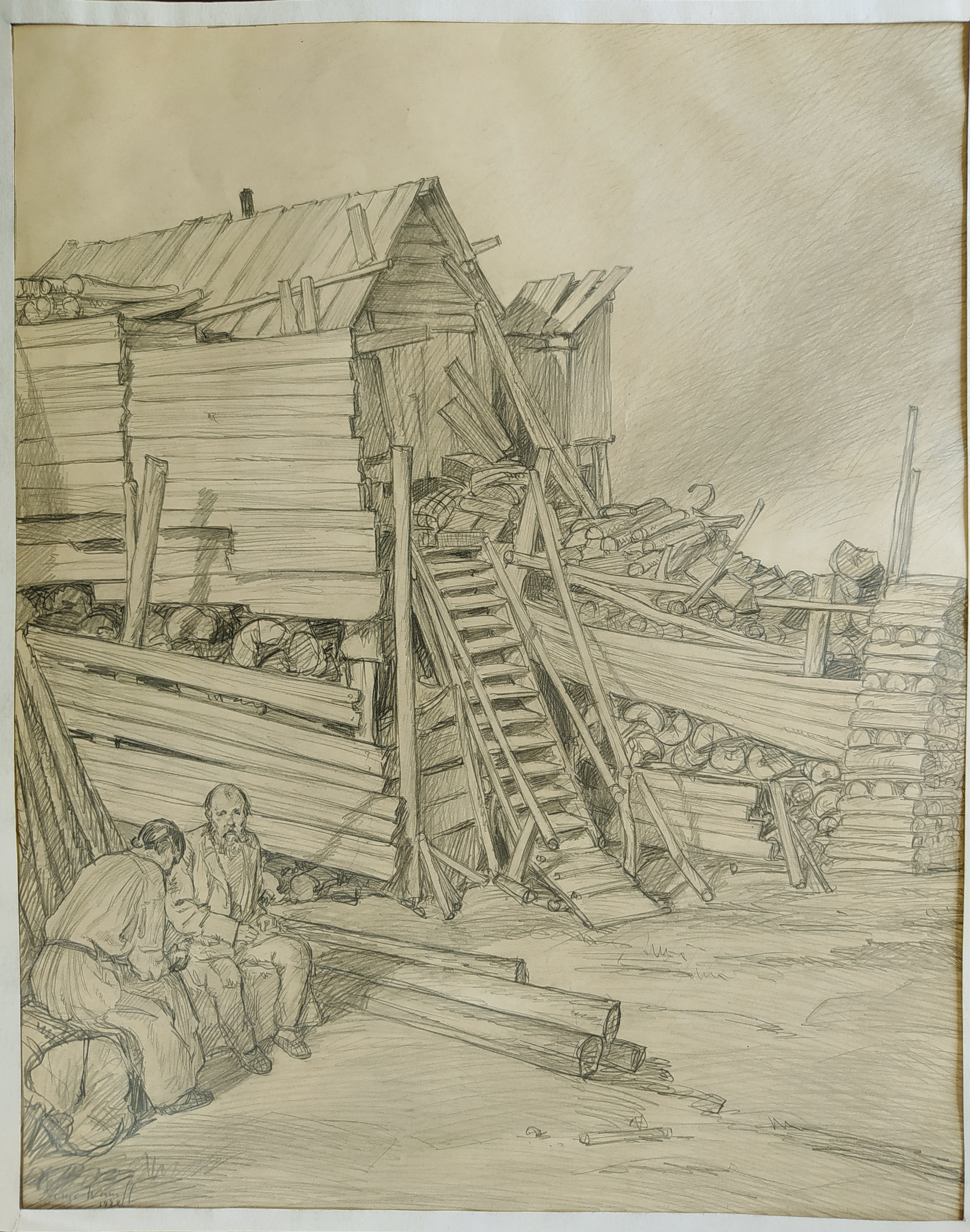
Maison de pêcheurs sur la Volga, Serge Ivanoff, 1922

En 1920, sa femme, Thamara de Fresnoy, fuit le régime bolchévique et emmène à Paris leurs deux enfants. Deux ans plus tard, ses études terminées, Ivanoff se résout à la rejoindre en France. Avant de partir, il sillonne discrètement la campagne russe pour coucher sur papier ses visions de la Russie profonde qui le marqueront à jamais,. Poursuivant sa route, il fut accueilli par Ilia Répine dans sa datcha à Kuokkala, avant de traverser la Finlande à pied pour gagner l'Europe. Il restera marqué toute sa vie par les horreurs de la révolution.
En une dizaine d’années, parcourant les principales villes de cette Europe naissante, il parvient à s’établir une solide réputation de portraitiste. En 1930 (et pendant une vingtaine d’années), il collabore au magazine L'Illustration et, à ce titre, il parcourt une nouvelle fois le monde : Italie, Danemark, Hollande, Belgique, Brésil, Argentine, etc.
Il réalise des reportages dessinés, telles ces séries de tableaux montrant l’Hôtel Drouot ou les Cathédrales de France (1940), dont le musée Carnavalet acquit plusieurs exemplaires en juin 1988. Il travaille aussi pour des magazines de mode ; il peint un grand portrait pour Van Cleef & Arpels, destiné à l'Exposition de New York en 1939, et surtout, il rencontre nombre de personnalités les plus marquantes du moment.
A Rome, l'artiste fait la rencontre décisive de Viatcheslav Ivanovitch Ivanov, figure majeure de l'Âge d'argent. Le poète philosophe eut une influence significative sur le peintre. Il lui fit prendre conscience de son pouvoir créatif intime, ce qui lui permettra plus tard d'approfondir son cheminement personnel.
En 1950, le peintre décide de vivre aux États-Unis. Il est fait citoyen d'honneur de ce pays un an plus tard. Jusqu'à la fin des années 1960, il parcourt le continent américain où il effectue de nombreux portraits, à San Francisco, Rio de Janeiro ou Buenos Aires.

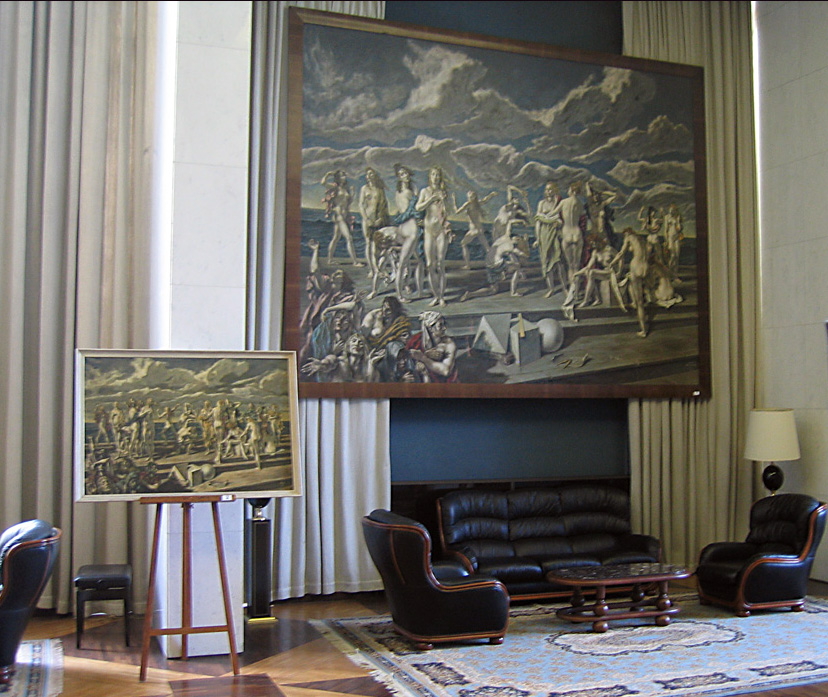
Exposition du tableau "Menaces" à l'Ambassade de Russie à Paris en 2006.

Puis il retourne définitivement en France et installe son atelier au 80 de la rue Taitbout,, à Paris. Développant un style plus personnel, il reçoit en 1965 des mains d'André Malraux la médaille d'or du Salon des indépendants pour son grand tableau Menaces, aujourd'hui conservé dans les collections de l'Ambassade de Russie en France (don de la famille Ivanoff à la mort de l'artiste). Il est enterré au cimetière des Batignolles (16e division).
Son petit-fils Alexandre Barbera-Ivanoff, né en 1973, est également un peintre. 

## Portraits
Il réalise le portrait de nombreuses personnalités.

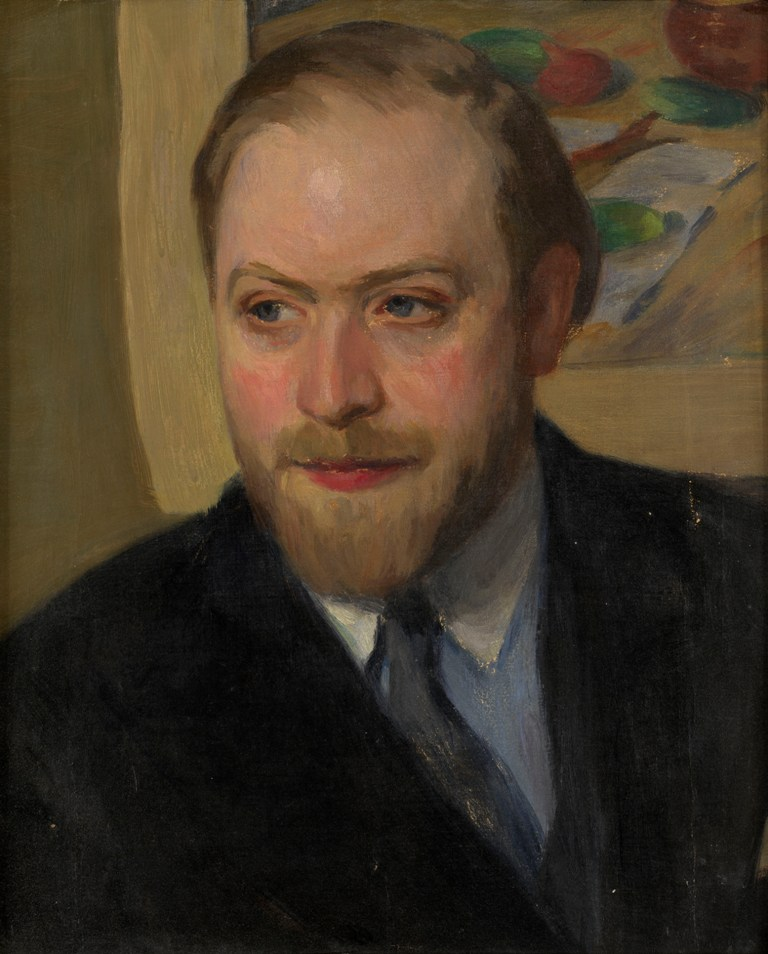
Portrait de Serge Ivanoff par Ossip Braz.

- Vladimir Kirillovitch de Russie (Romanov)[12], Paris, 1944
- Viatcheslav Ivanovitch Ivanov, Rome, 1937 (Collection du Centre de recherche V. Ivanov à Rome)[13]
- Alexandre Benois[14], Paris, 1944. (Collection du Musée russe)
- Ossip Braz, Paris, 1933. Braz, de son côté, peignit le portrait de Serge Ivanoff.
- Zinaïda Serebriakova, Paris, 1940 (Collection K. Serebriakova). Serebriakova fit en retour le portrait de Serge Ivanoff. Son fils, Alexandre Serebriakoff, peignit une aquarelle représentant l'atelier de Serge Ivanoff (Paris, 1944)[15].
- Nathalie Gontcharova, Paris, 1960. (collection du Musée russe)
- Nicholas Kalmakoff, Paris, 1929. En 1982, Ivanoff évoquera son ami Kalmakoff dans le documentaire L'Ange de l'abîme.
- Boris Riabouchine, Paris, 1962 (collection du Musée russe)

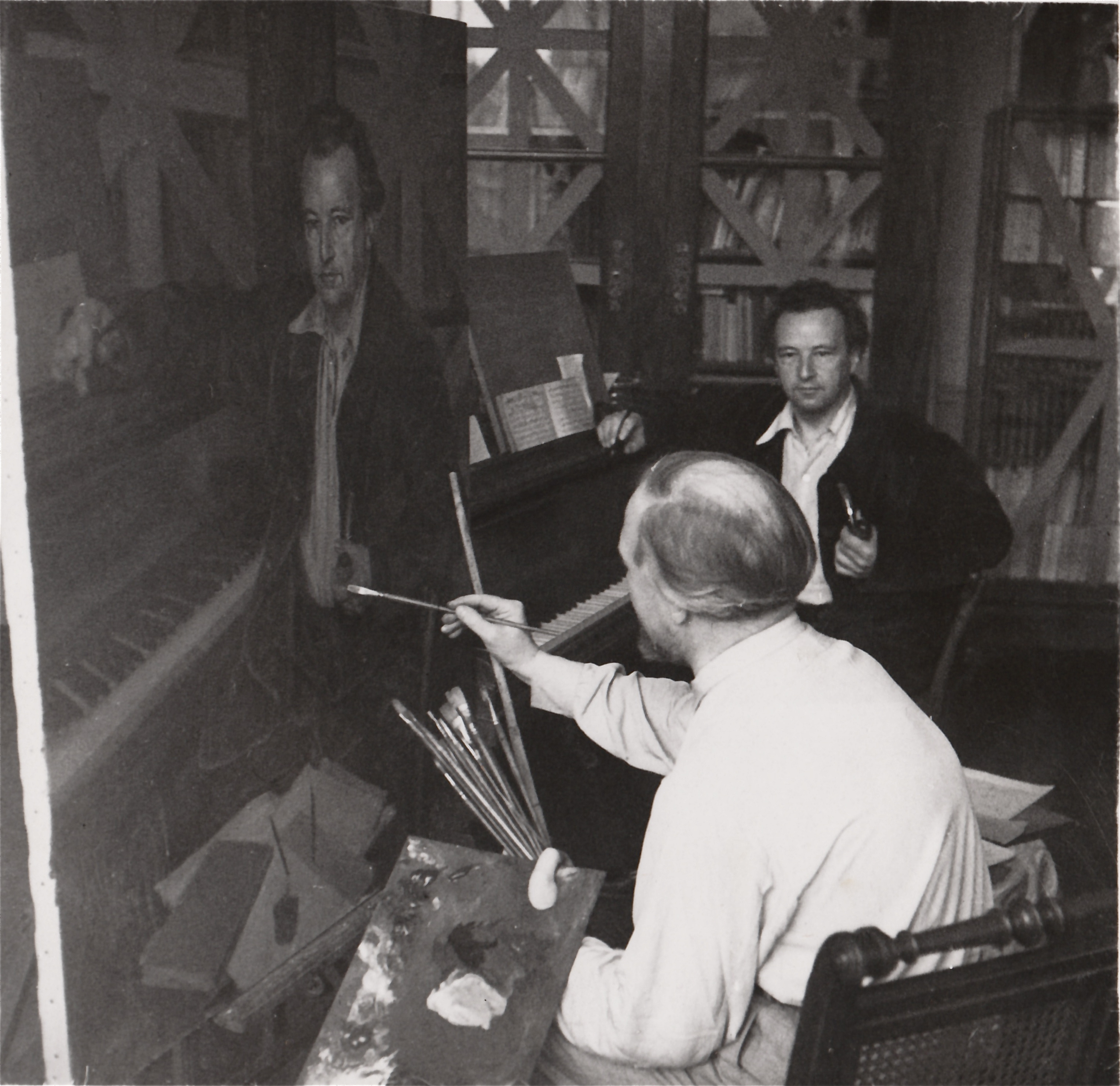
Serge Ivanoff peint le portrait d'Arthur Honegger. Paris, 1944.

- Yuri Annenkov
- Boris Zaïtsev
- Arthur HoneggerSerge Ivanoff peint le portrait d'Arthur Honegger. Paris, 1944., Paris, 1944[16]. Le portrait fut exposé en 1954 à San Francisco, Palais de la Légion d'Honneur.
- Edwige Feuillère[17],[18],[6] dans le rôle de La Dame aux Camélias, Paris, 1943
- Danielle Darrieux, 1942[19],[20]
- Maria Casarès  dans le rôle de Deirdre des douleurs, Paris, 1947.
- Jacques Rouché, Paris, 1935[21]
- Clara Tambour
- Lise Delamare et Fernand Gravey, 1942[22]
- Gaby Basset[23]
- Myriam Colombi, Paris, 1982 (le dernier portrait sur commande de Serge Ivanoff).
- Mme Besançon de Wagner, dite Maggy Rouff, Paris, 1948

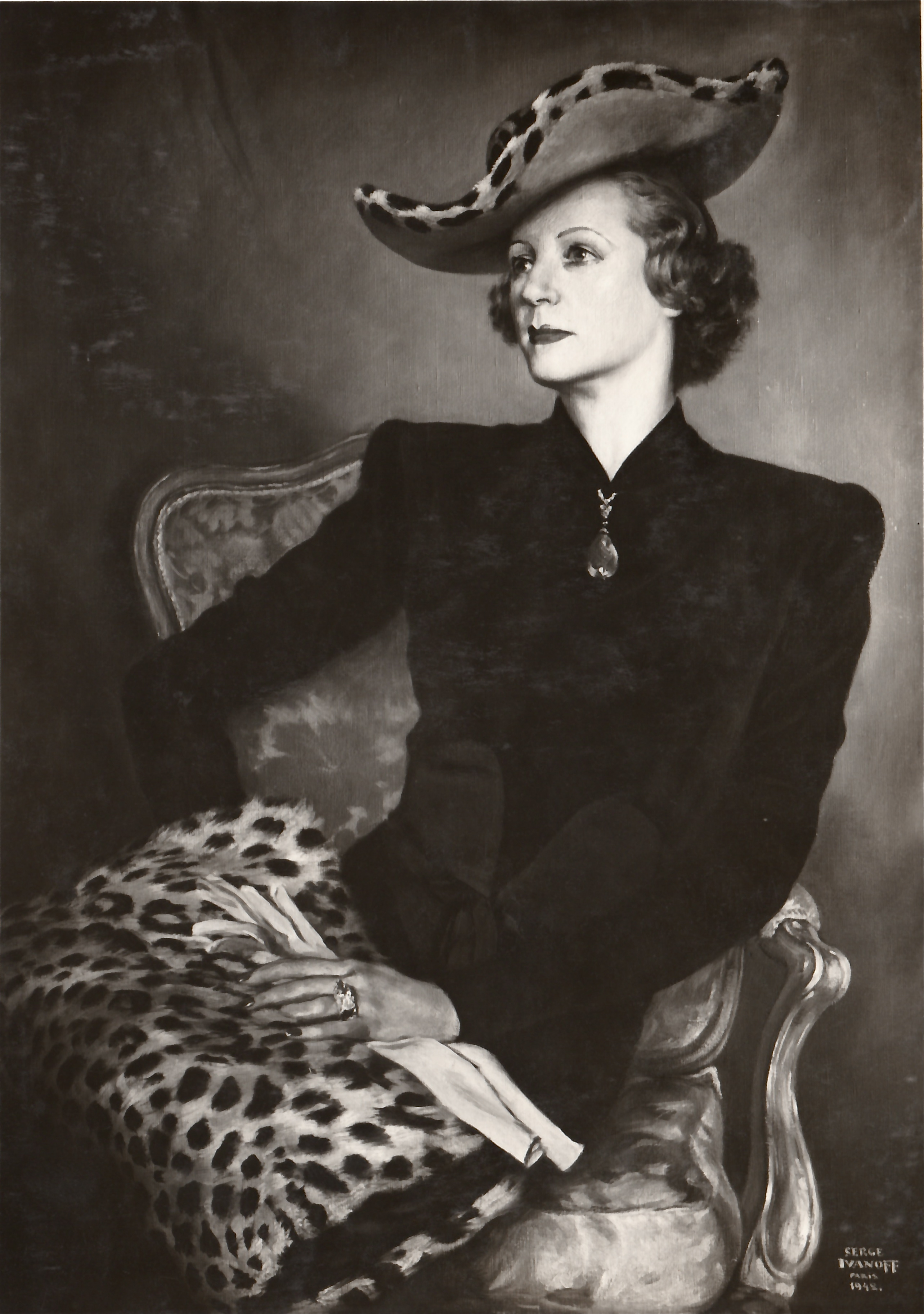
Portrait de Maggy Rouff, Paris, 1948

- Jacques Fath[24]
- Gustave Alaux[25], Paris, 1942
- Olga Boznańska, Paris, 1929[26]
- Charles Guérin, Paris, 1929[26]
- François Cogné[27], Paris, 1945. Le sculpteur réalisa la même année le buste en bronze de Serge Ivanoff[28].
- Paul Valéry
- Maurice Rostand, Paris, 1942[29]
- Anatole France[30]
- Paul Léautaud
- Yanette Delétang-Tardif, Maurice Fombeure, Jean Follain, Rémi Masset, Eugène Guillevic, rassemblés dans une aquarelle intitulée Portrait de poètes, 1942[31],[32]
- Bettina von Arnim
- Archag Tchobanian, Paris, 1943. Collection Musée arménien de France
- Romuald Szramkiewicz
- Franz von Wolff-Metternich
- Sarvepalli Radhakrishnan, 1953
- Guilherme Guinle, Rio de Janeiro, 1947
- Augusto Frederico Schmidt, Rio de Janeiro, 1947
- Lord Dunsany, San Francisco, 1953
- Mildred Anna Williams (Crayons de couleur, Collection Legion of Honor, Fine Arts Museums of San Francisco)[33]
- H.K.S.W. Williams (Crayons de couleur, Collection Legion of Honor, Fine Arts Museums of San Francisco)[34]
- Moore S. Achenbach, 1957 (Collection Legion of Honor, Fine Arts Museums of San Francisco)[35]
- Prince Nicholas Tchkotoua, San Francisco, 1953
- Jefferson Caffery et portrait de son épouse Gertrude McCarthy, Paris, 1946[36],[7]
- Sam Rayburn, 1958
- Eleanor Roosevelt, peinture sur le vif lors d'une conférence de l'ONU, Lake Success, mai 1950[37].

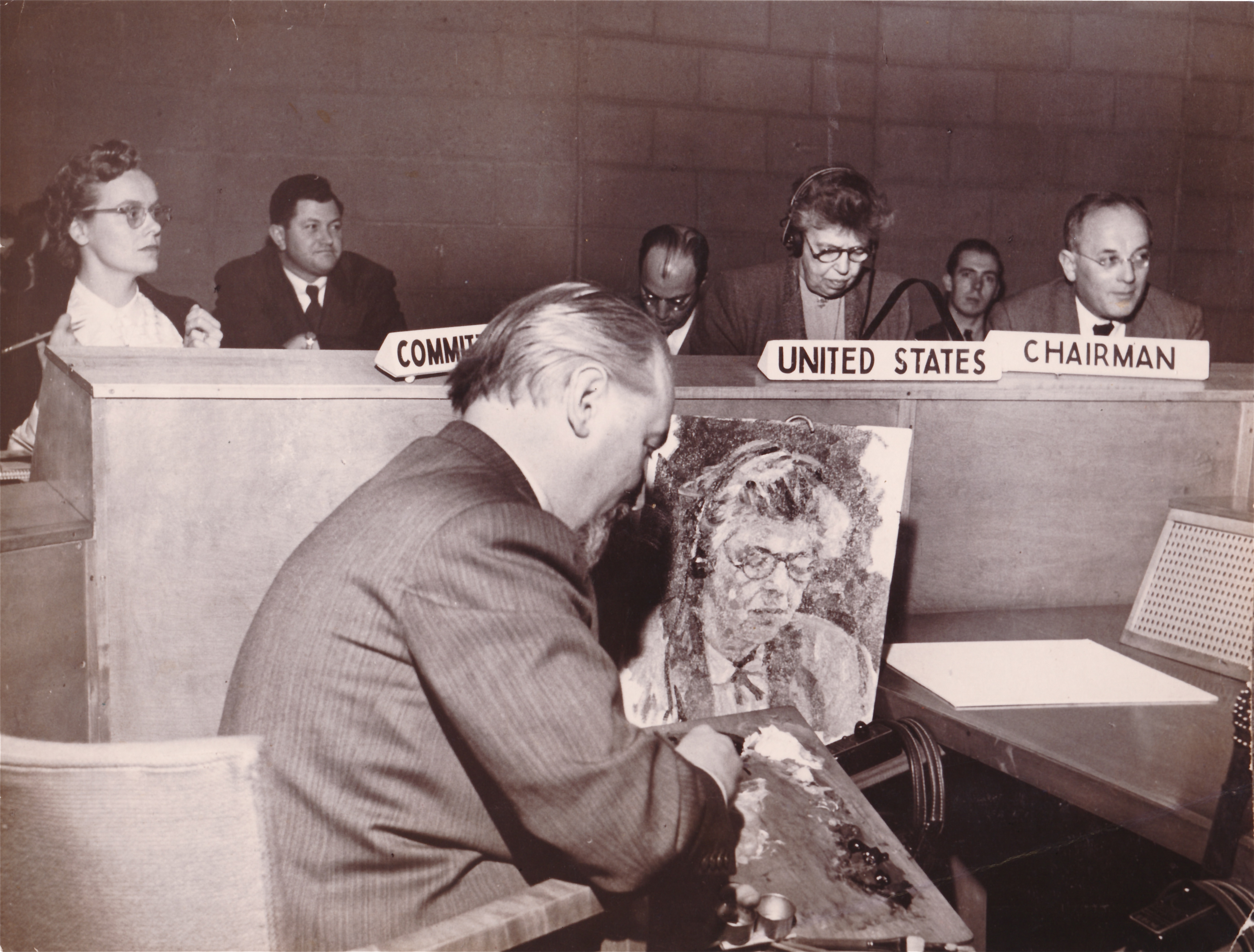
Serge Ivanoff et Eleanor Roosevelt. Lake Success, 1950.

Il dessine des scènes de danse et de ballet,,,.

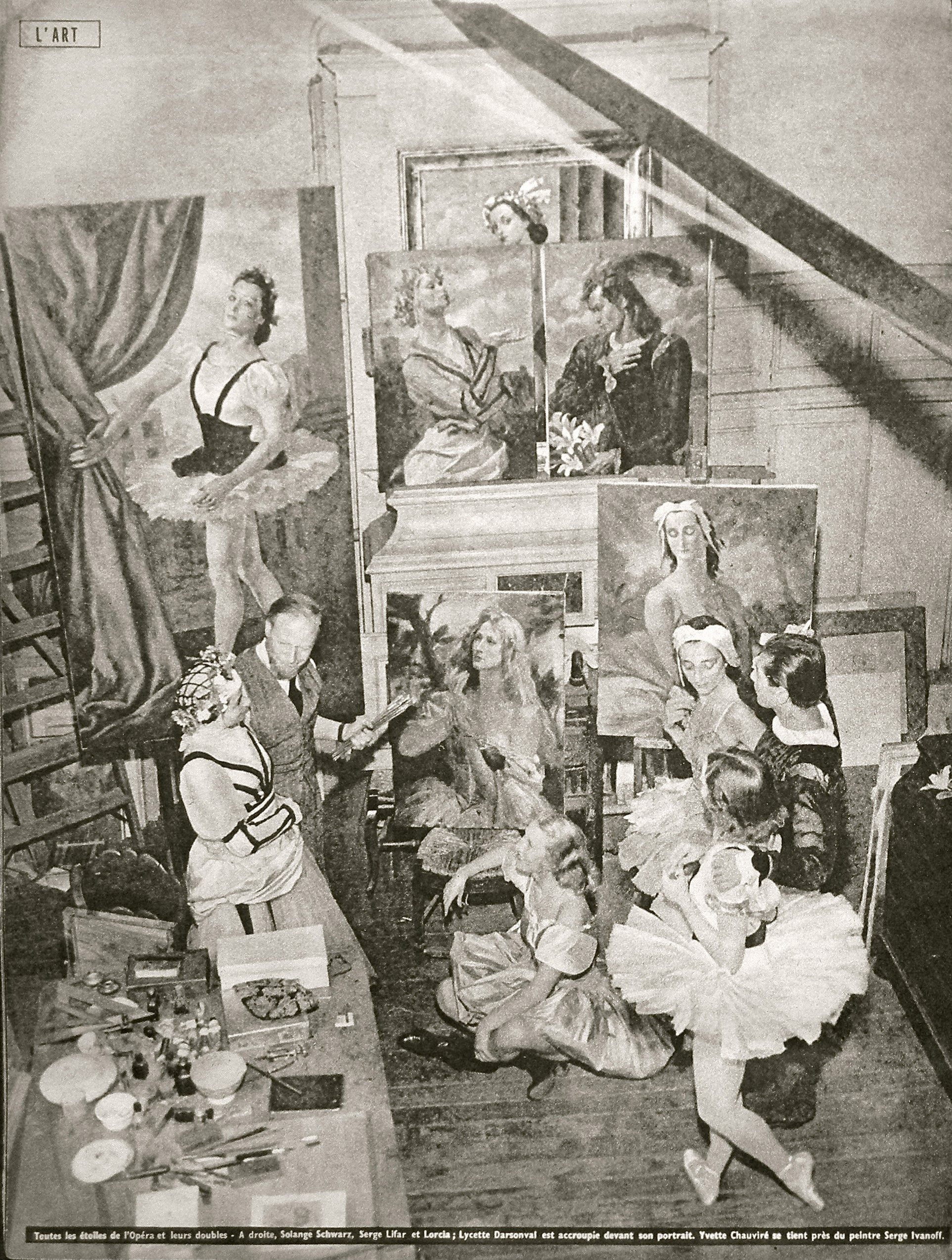
L'atelier de Serge Ivanoff avec ses modèles, danseurs de l'Opéra de Paris, November 1941

À l'Opéra de Paris, il a l'occasion d'effectuer de nombreux croquis sur le vif,,. Certains font partie de la collection de la Bibliothèque-musée de l'opéra,.
Il crée des décors de théâtre, et des costumes de scène et réalise les portraits des danseurs et danseuses Étoiles de l'époque, en habits de scène.
- Serge Lifar[51] dans le rôle du Prince romantique Albert du ballet Giselle[6], Paris, 1941 (exposé au Salon d'hiver 1941)[52]
- Serge Peretti en costume de damoiseau dans le ballet "Le Chevalier et la Damoiselle", Paris, 1941[46]
- José Torres , Paris, 1965
- Marianne Ivanoff, Paris, 1932[53], fille de Serge Ivanoff et épouse de José Torres, exposée au salon des artistes français 1932[54], collection Tatiana et Georges Khatsenkov.
- Jean-Marc Torres, fils des deux précédents, Paris, 1976
- Dominique Khalfouni, Paris, 1976
- Lycette Darsonval en Giselle[55], Paris, 1941. Œuvre exposée en 1986 à New York, Main Gallery: "Three Centuries of the Paris Opera Ballet".

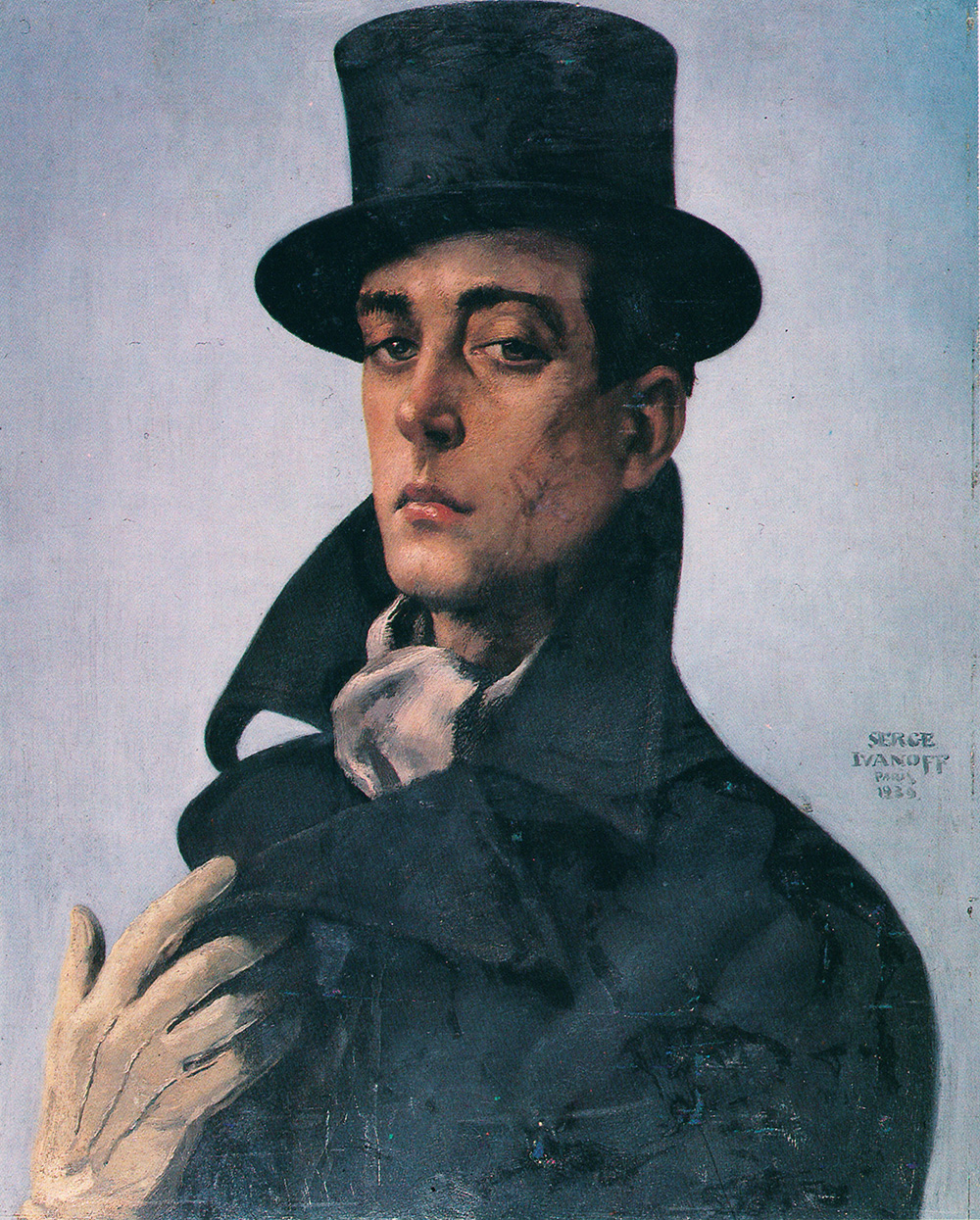
Portrait de Guy Laîné par Serge Ivanoff, Paris, 1939.

- Yvette Chauviré[51],[6], la noble dame du "Chevalier et la Damoiselle", le dernier ballet de Serge Lifar. Paris, 1941, et un second portrait en 1944
- Solange Schwarz en Coppélia, Paris, 1940 (exposé au Salon d'hiver 1941)[56]
- Suzanne Lorcia, en habit de Princesse du Lac des cygnes
- Guy Laîné, Paris, 1939. Un second portrait de Guy Laîné, en habit de moine, a été peint par Serge Ivanoff.
- Geneviève Ione[57], Paris, 1941
- Max Bozzoni, Paris, 1941[58]
- Sacha Lyo, Paris, 1932, exposée au salon des artistes français 1932[54], collection Tatiana et Georges Khatsenkov. Il a aussi fait le portrait de Sacha Lyo sur son lit de mort en 1932.
- Marcelle Bourgat en Joconde [59],[60]
- Ghislaine Thesmar, Paris, 1976
- Olivier Patey, Paris, 1976

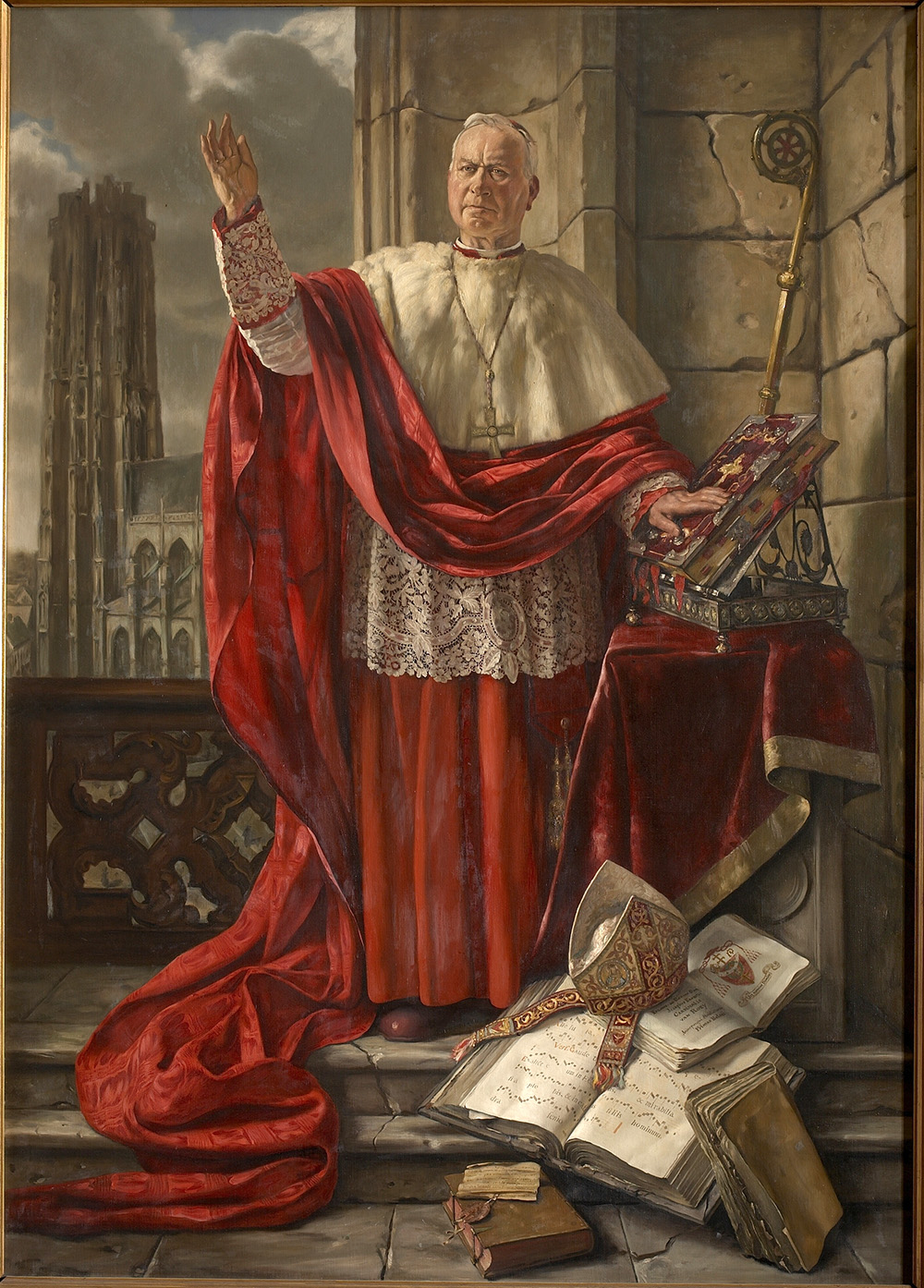
Mgr Van Roey

En 1937, L'Illustration demande à Serge Ivanoff de réaliser un reportage peinture illustrant les appartements pontificaux, au Vatican.
C'est le début d'une carrière de portraitiste de prélats de l'Église catholique.

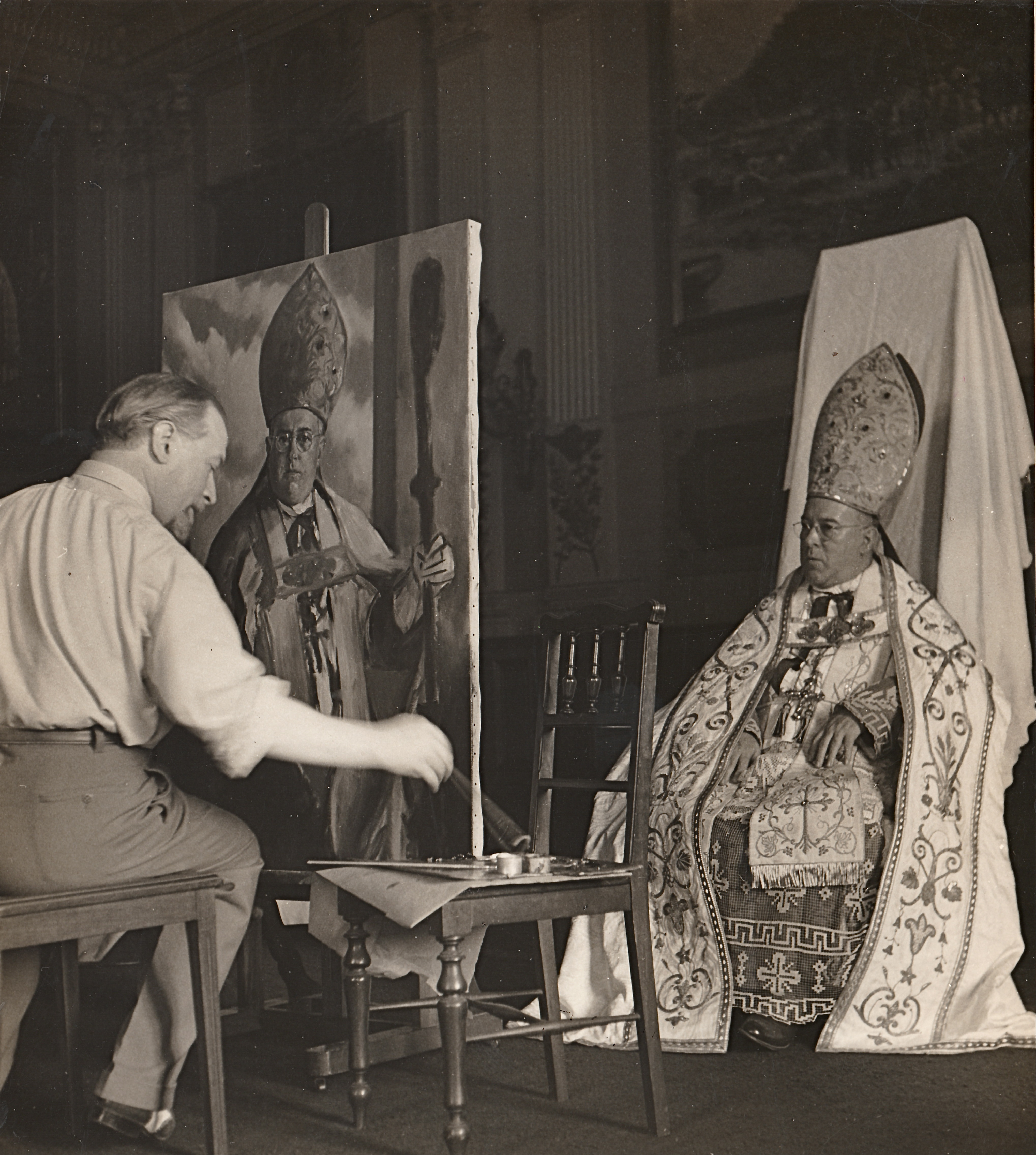
Jaime de Barros Câmara pose pour son portrait par Serge Ivanoff, 1947

- Le pape Pie XI, à Castel Gandolfo, en 1937[61],[6]. Le portrait figurera en une de couverture de L'Illustration dans un album hors série à la mort du pape, en février 1939[62],[63]. Le pape, bien que malade et fatigué, posa pour le portrait préparatoire[64].

- Le Cardinal Van Roey, en 1944[65]
- Mgr Harscouët, évêque de Chartres, en 1943 (Le portrait se trouve encore aujourd'hui dans les locaux de la Cathédrale).
- Le Cardinal Verdier sur son lit de mort en 1940[6]
- R.P. Bruckberger, qui parlera d'Ivanoff dans Tu finiras sur l'échafaud (1978)[66]
- Le Cardinal Canali
- Le Cardinal Tisserant[6]
- Le Cardinal Mariani
- Le Cardinal Tedeschini
- Le Cardinal Jaime de Barros Câmara, au Brésil, en 1947

Galerie
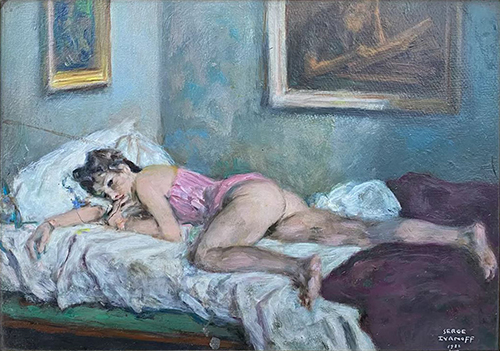
Nu allongé (1982)
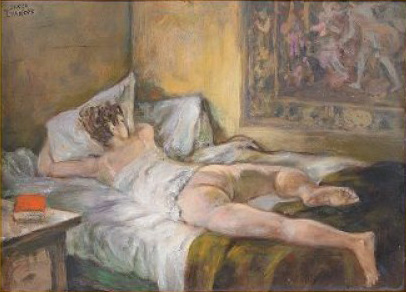
Nu allongé (non daté)
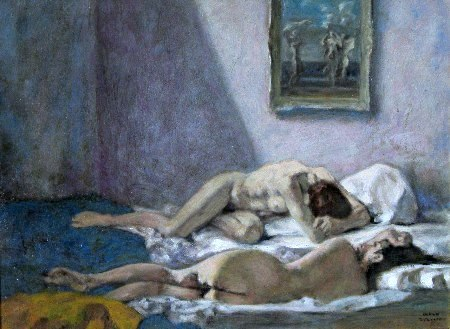
Deux femmes étendues sur un lit
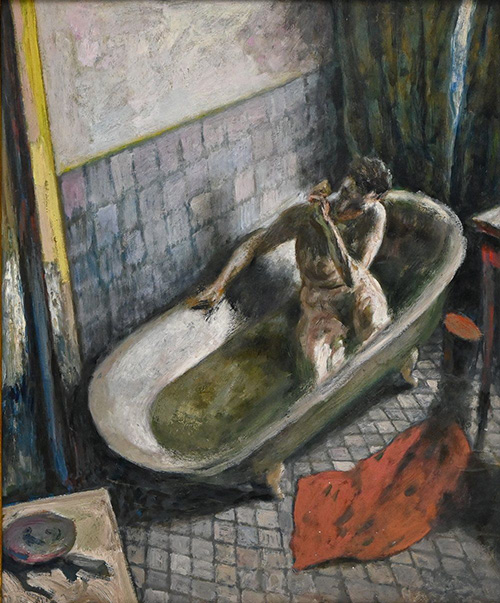
Femme au bain
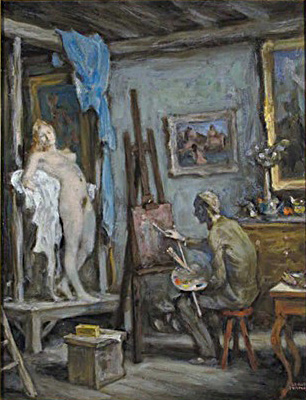
Le peintre et son modèle
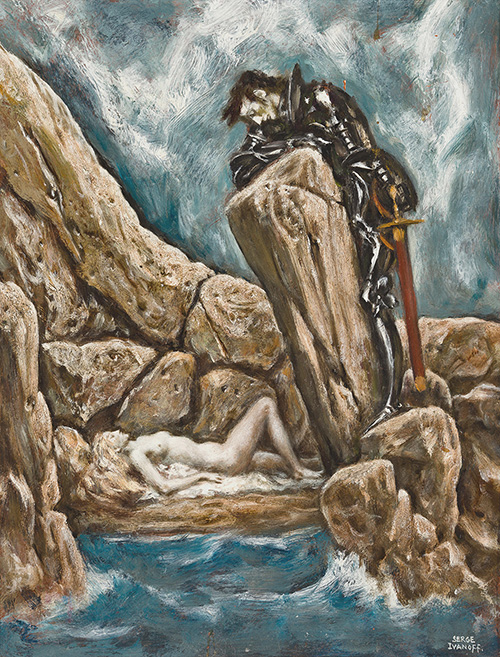
Le chevalier et la jeune fille
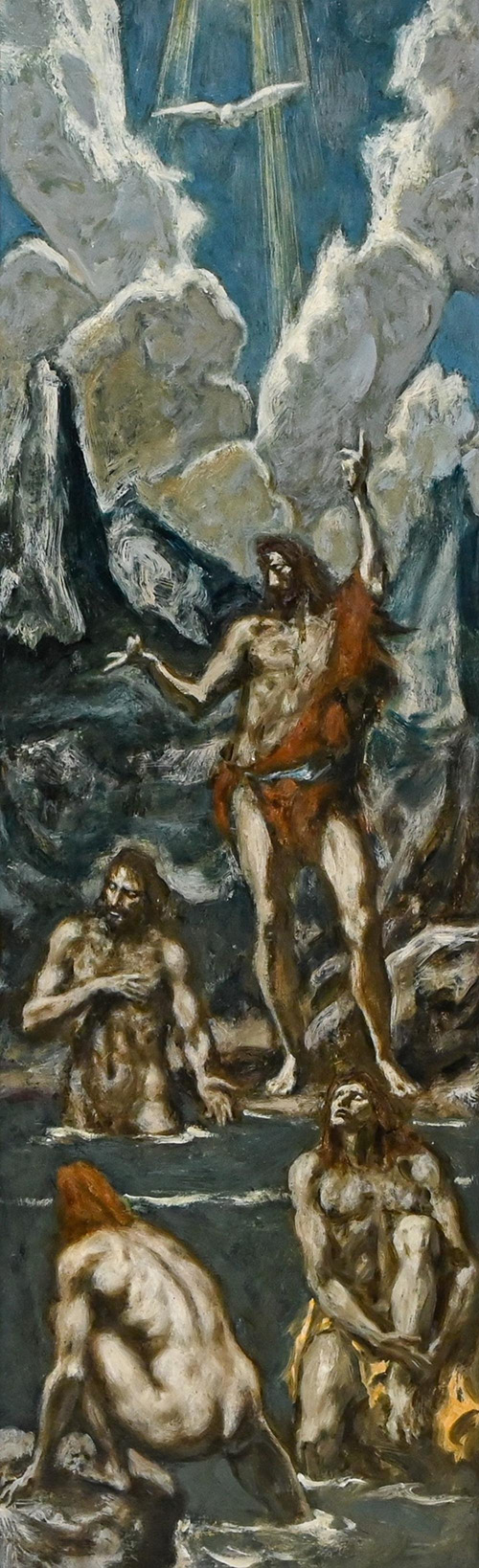
Le Baptême du Christ
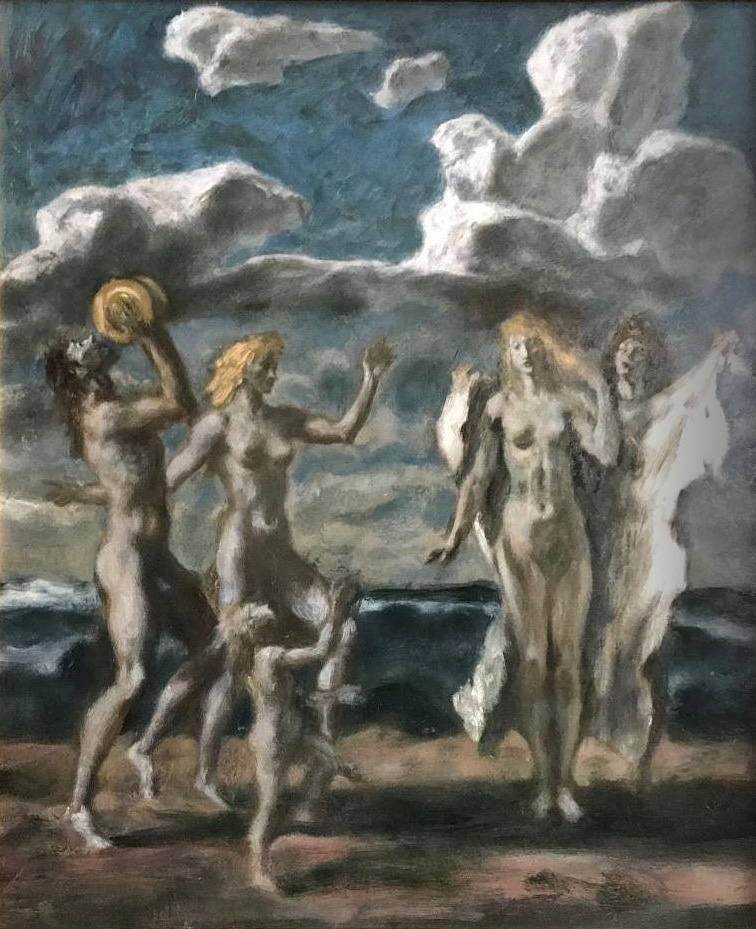
Scène mythologique

## Illustrations de livres
- Les Diaboliques, Barbey d'Aurevilly, Simon Kra, Paris, 1925[67]
- Petits Poèmes en prose, Charles Baudelaire, Javal et Bourdeaux 1933[68]
- Le hasard au coin du feu, Crebillon, 1936[69]
- Tristan et Iseut, Joseph Bédier, 1960[70]
- Michel Strogoff, Jules Verne, Maurice Gonon, 1962[71]
- Tartuffe & Le Bourgeois gentilhomme, Molière, Limited Éditions Club, NY 1963[72]
- La conquête du pôle nord, Georges Oudard, 1937[73]
- Quelques pas de danse, L'Illustration n° 4944 spécial Noël du 4 décembre 1937; Texte d'Émile Vuillermoz illustré de dessins (aquarelles) de Serge Ivanoff[74].